# Ladaki nyelv
A ladaki nyelv (tibeti: ལ་དྭགས་སྐད་; wylie: La-dwags skad), vagy más néven bhoti, az indiai Ladak szövetségi terület Leh körzetének legfőbb nyelve. A ladaki a tibeti nyelvek közé tartozik, azonban a sztenderd tibeti nyelv beszélőivel kölcsönösen érthetetlen.
Indiában mintegy 100 000 ember beszéli a ladaki nyelvet, ezen felül a Tibeti Autonóm Területen további 12 000-en beszélik, főleg Csiangtang régióban. A ladaki nyelvnek különféle dialektusai vannak. A fő nyelvjárás a ladaki, amelyet Ladak fővárosában, Leh városában beszélnek (úgy is nevezik, hogy lehszkat). Leh várostól északnyugatra beszélik a samszkat nyelvjárást, az Indus-völgyben a sztotszkat, északon pedig a nubra nyelvjárást beszélik. A Felső-Ladakban és Zanszkár területén beszélt nyelvjárás több jellemzője is emlékeztet a ladaki és a közép-tibeti nyelvjárásokra.
A ladaki dialektusok többsége nem tonális, azonban a sztotszkat és a felső-ladaki a közép-tibeti nyelvjáráshoz hasonlóan tonális.

## Osztályozása
Nicolas Tournadre amerikai nyelvész szerint a ladaki, a balti és a purik egyaránt külön nyelvnek számítanak a kölcsönös érthetőség alapján (a zanszkári nem számít annak). Ezek a nyelvek együtt a ladaki–balti vagy nyugati ótibeti nyelvcsaládnak nevezik, szemben a nyugati újító tibeti nyelvekkel, mint a szpiti bhoti.

### Zanszkári
A zanszkári a ladaki egyik dialektusa, amely további négy dialektusra osztható: sztod, csung, sam és lungna. Mindegyikhez a tibeti írást használják.

## Írása
A ladaki nyelvhez leggyakrabban a tibeti írást használják, ugyanis a ladaki kiejtés sokkal közelebb áll az írott klasszikus tibeti nyelvhez mint a tibeti nyelvek többsége. A ladaki emberek kiejtenek sok előtagot, utótagot és fő betűt, amelyek némák más tibeti nyelvekben, mint például az amdói, a khami vagy a közép-tibeti. Leh várostól nyugatra, illetve Balisztánban, az ellenőrzési vonal pakisztáni oldalán ez még erőteljesebben érvényesül. Például a tibetiek számára a sta (fejsze) úgy hangzik, hogy „tá”, azonban a ladakiak ugyanezt úgy ejtik, hogy „szta”. A rizsre (འབྲས་ –’bras) a tibetiek azt mondják, hogy [ɳʈɛ́ʔ], a ladakiak azt mondják, hogy [ɖas], a Kargil körzetben (Burig) pedig úgy ejtik, hogy [brasz].
Ladakban ellentmondásos témának számít, hogy a ladaki nyelvet tibeti írással írják-e, vagy inkább a klasszikus tibeti enyhén ladakiasított változatával. A muszlim ladaki lakosság beszél ladaki nyelven, azonban nem ismerik a tibeti írást. A buddhista ladakiak többsége el tudja olvasni a tibeti írást, azonban nem értik a klasszikus tibeti nyelvet. Ennek ellenére néhány ladaki buddhista tudós ragaszkodik ahhoz, hogy továbbra is a klasszikus tibeti formában írják a ladaki nyelvet.
Az írott ladakit leggyakrabban a wylie-féle transzliteráció segítségével írják át latin ábécére.

## Elismertsége
A ladaki iskolákban az oktatás nyelve az angol, a kötelezően választható második nyelvek közé tartozik a hindi vagy az urdu, és a kötelező harmadik lehet az arab vagy a klasszikus tibeti. A ladaki állami és privát iskolák különböző szervezetekhez tartoznak, amelyek máshogy nevezik a tibeti nyelvet. Az előbbi úgy nevezi, hogy „bodhi”, az utóbbi úgy, hogy „tibeti”.
A ladaki társadalom egy része egy ideje kéri egy újonnan elnevezett nyelv, a bhoti felvételét az indiai alkotmányba. Állításuk szerint a bhotit a ladakiak, a baltik és a tibetiek beszélik valamint Himalája szerte Baltisztántól Arunácsal Prades államig.